# العلم والتقانة في إيران

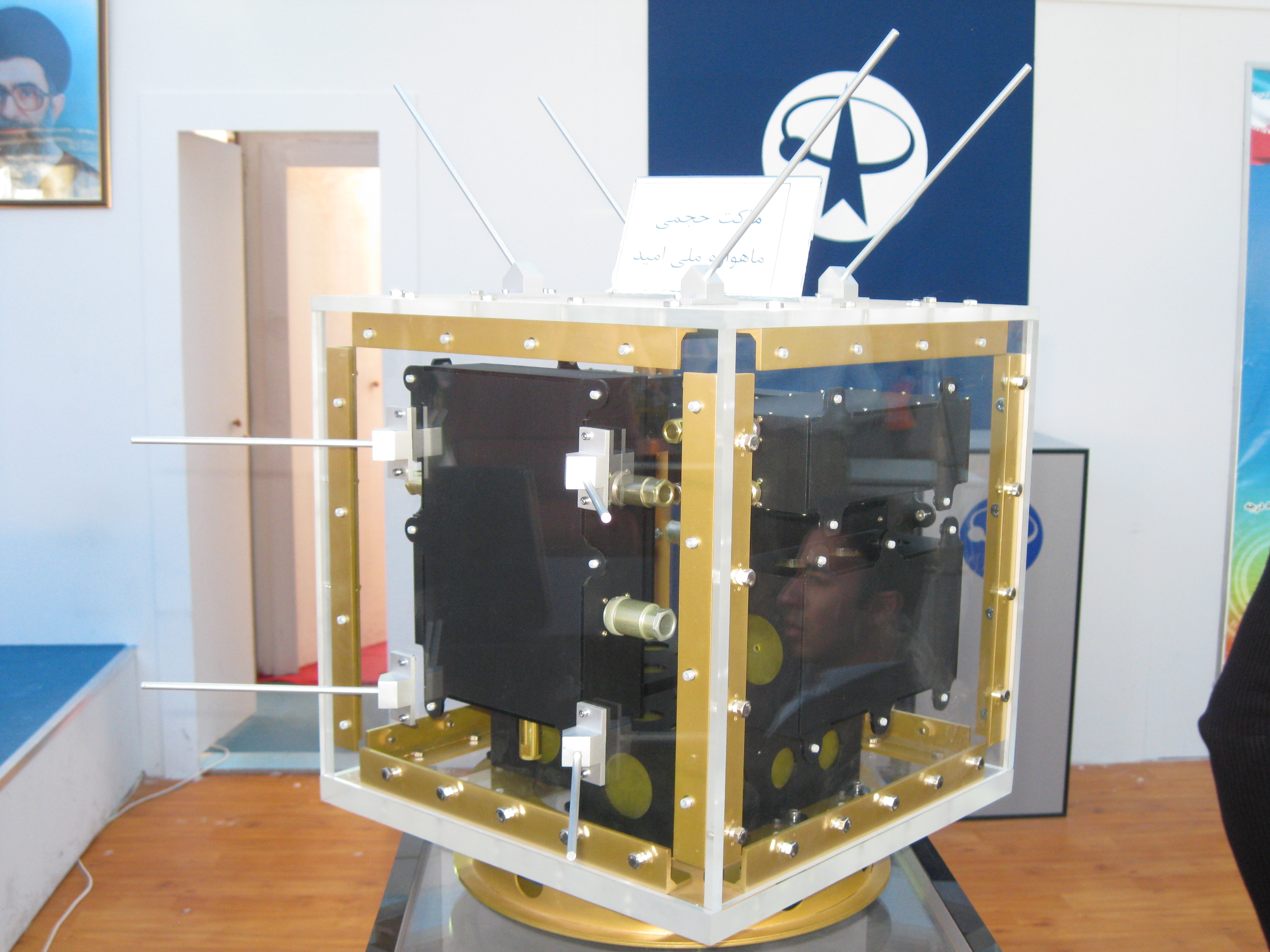
القمر الصناعي أميد. إيران هي تاسع دولة ترسل قمرا اصطناعيا محلي الصنع إلى الفضاء وسادس دولة ترسل حيوانات إلى الفضاء.

## العلم عند الفُرس

### الرياضيات

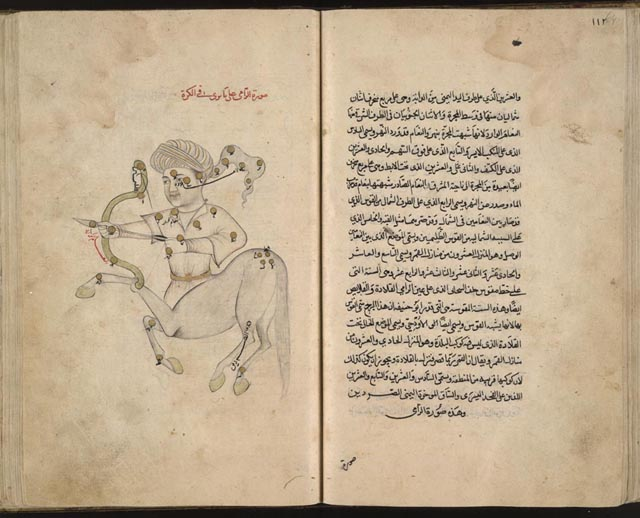
مخطوط لعبد الرحمن بن عمر الصوفي يصف الفلك

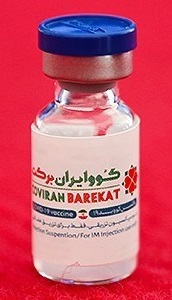
کوف ایران بركة لقاح مطور محليًا لـ كوفيد-19 يتم اعتماده للاستخدام في حالات الطوارئ في إيران

وضع عالم الرياضيات محمد بن موسى الخوارزمي، والذي عاش في القرن الثني عشر، لائحة لوغاريتم وطور الجبر ومدد الأنظمة الحسابية الهندية والفارسية. ترجمت أعماله إلى اللاتينية من طرف كل من جيراردو الكريموني وروبرت أوف تشستر.

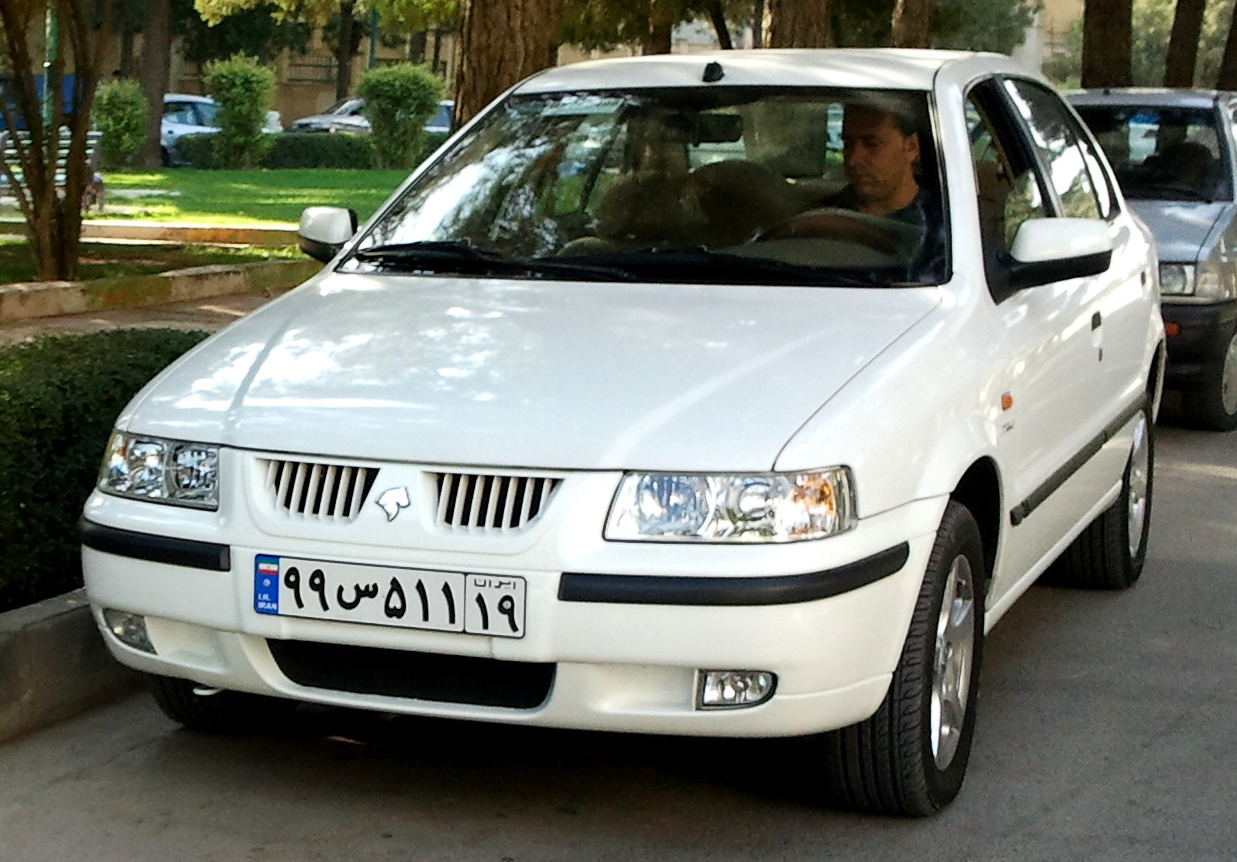
سيارة Samand LX من إيران خودرو

انظر إلى بني موسى.
{\displaystyle {\begin{matrix}&&&&&1\\&&&&1&&1\\&&&1&&2&&1\\&&1&&3&&3&&1\\&1&&4&&6&&4&&1\end{matrix}}}

### الطب

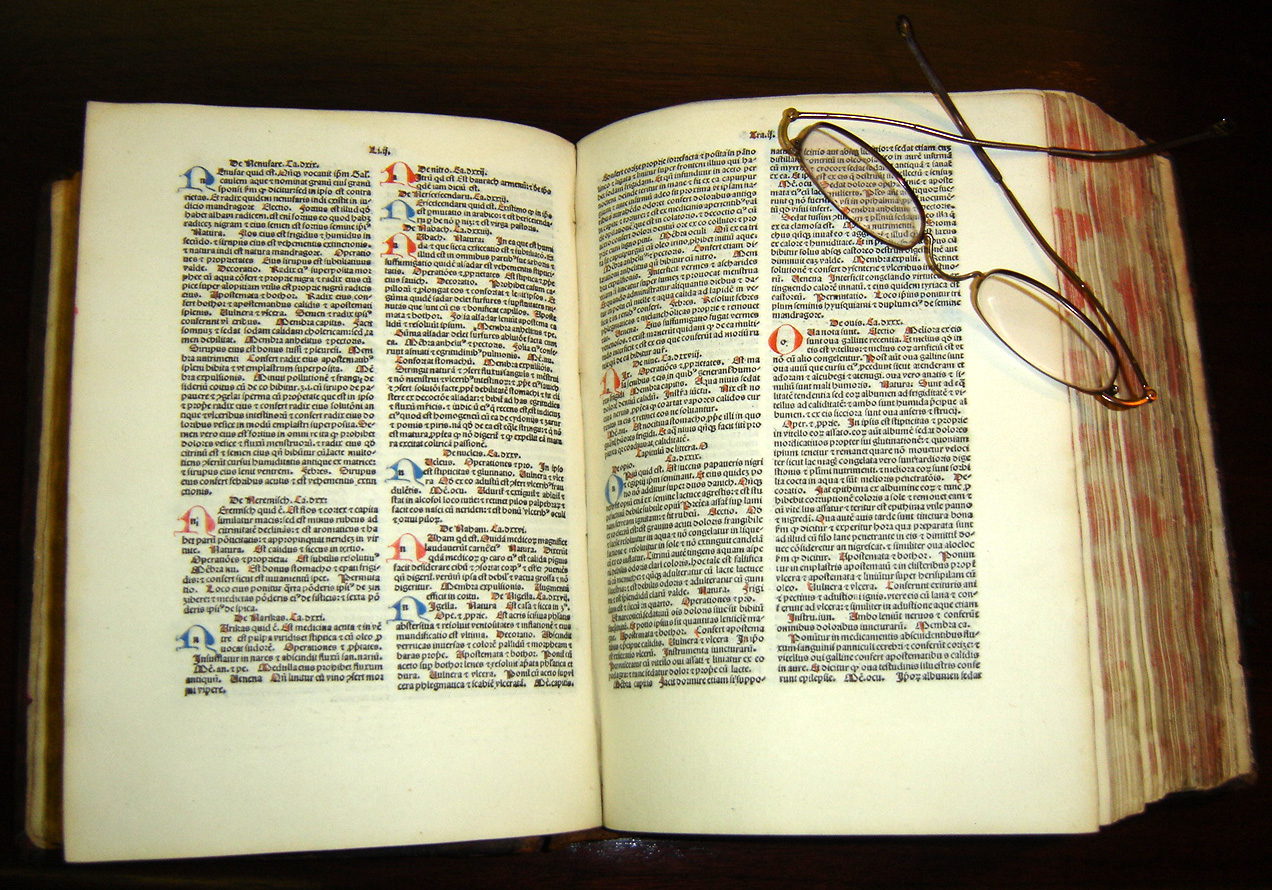
ترجمة لاتينية عمرها خمس مائة عام لكتاب القانون في الطب. كتبه ابن سينا.

كان الطب الفارسي القديم، المعروف أيضًا باسم علم الطب في إيران القديمة، واحدًا من أكثر أنظمة الطب تقدمًا في العالم القديم. كان يعتمد على النظرية الخلطية في الطب، والتي ترى أن جسم الإنسان يحتوي على أربعة أخلاط أو سوائل (الدم والبلغم والصفراء الصفراء والصفراء السوداء) التي تحدد صحة الفرد. استخدم أطباء الفرس القدماء مجموعة متنوعة من الأساليب لعلاج الأمراض، بما في ذلك العلاج الغذائي والعلاجات العشبية وإراقة الدم. كما ركزوا بشدة على النظافة والتدابير الوقائية، مثل تجنب الأطعمة والمياه الملوثة. كان الأطباء الفرس القدماء يتمتعون بمهارات عالية وكانوا معروفين بخبرتهم في تشخيص وعلاج الأمراض. وكانت معرفتهم الطبية تحظى باحترام واسع النطاق، حتى أنها سعت إليها الثقافات الأخرى، بما في ذلك اليونانيون.

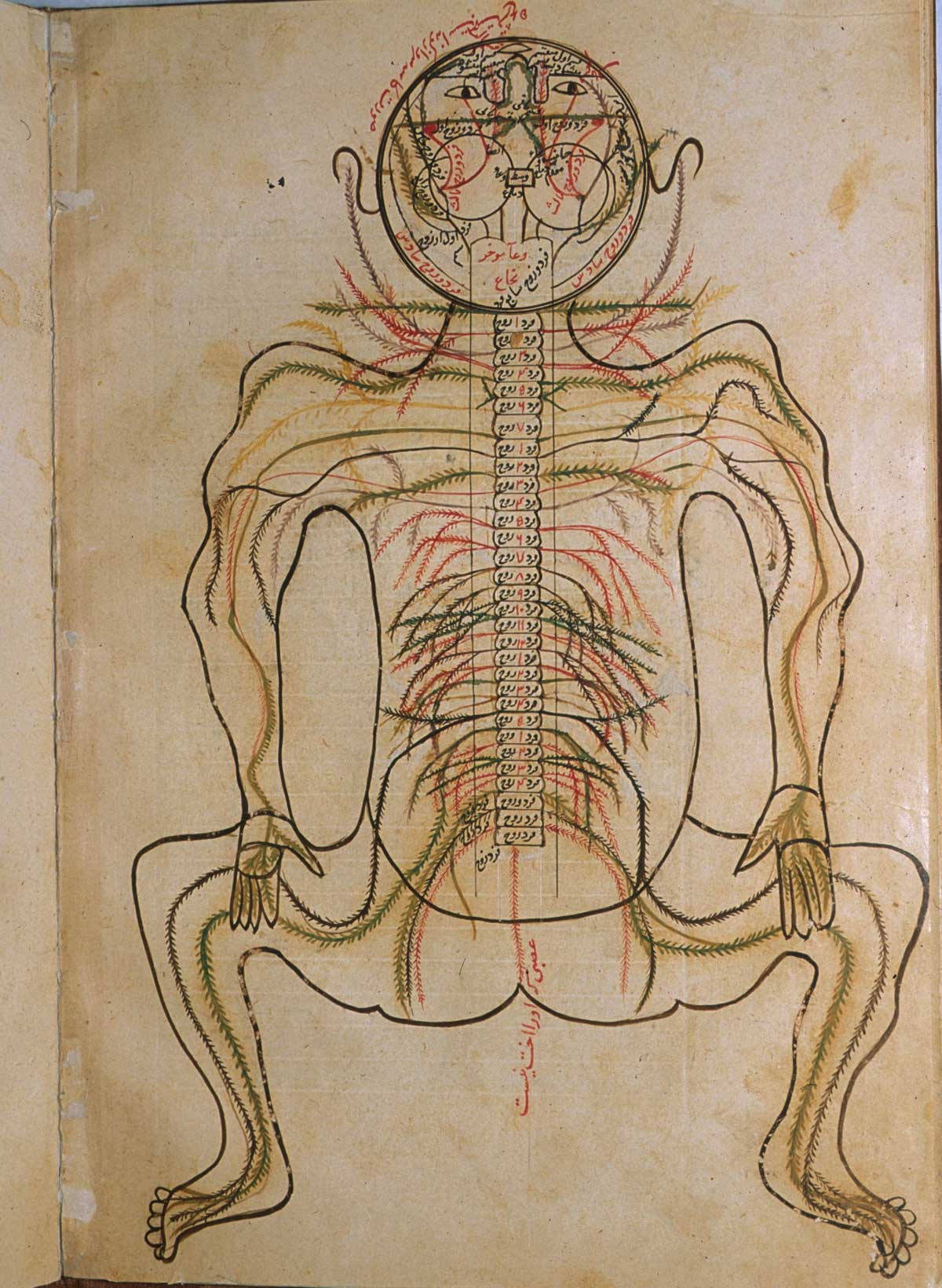
مخطوط لمنصور بن إلياس يبين تشريح بدن إنسان. يعود تاريخه إلى حوالي عام 1450 ويوجد حاليا بالمكتبة الوطنية لعلم الطب (الولايات المتحدة).

### الفلك
أهم الأعمال الفلكية المحفوظة في بلاد فارس قبل الإسلام هي طاولات الملك (زيج شاه أو زيج شهرياري) ، التي تم تأليفها حوالي عام 555 بعد الميلاد ، في عهد الملك الساساني أنيشراوان العادل ، وأنشأوا أنفسهم. إلى حد كبير في النظريات الفلكية وممارسات الهنود . اما في إيران القديمة، فقد قام العلماء بترجمة كتب علم الفلك المكتوبة باللغة اليونانية و من خلال هذه الترجمات قام علماء المسلمين بترجمتها إلى اللغة العربية. حيث نلاحظ على سبيل المثال ان الترجمة الاولى لكتاب بطليموس المعروف بكتاب الاعظم أو (المجسطي) تمت ترجمته الى اللغة العربية من قبل العالم الطبري في القرن التاسع. 

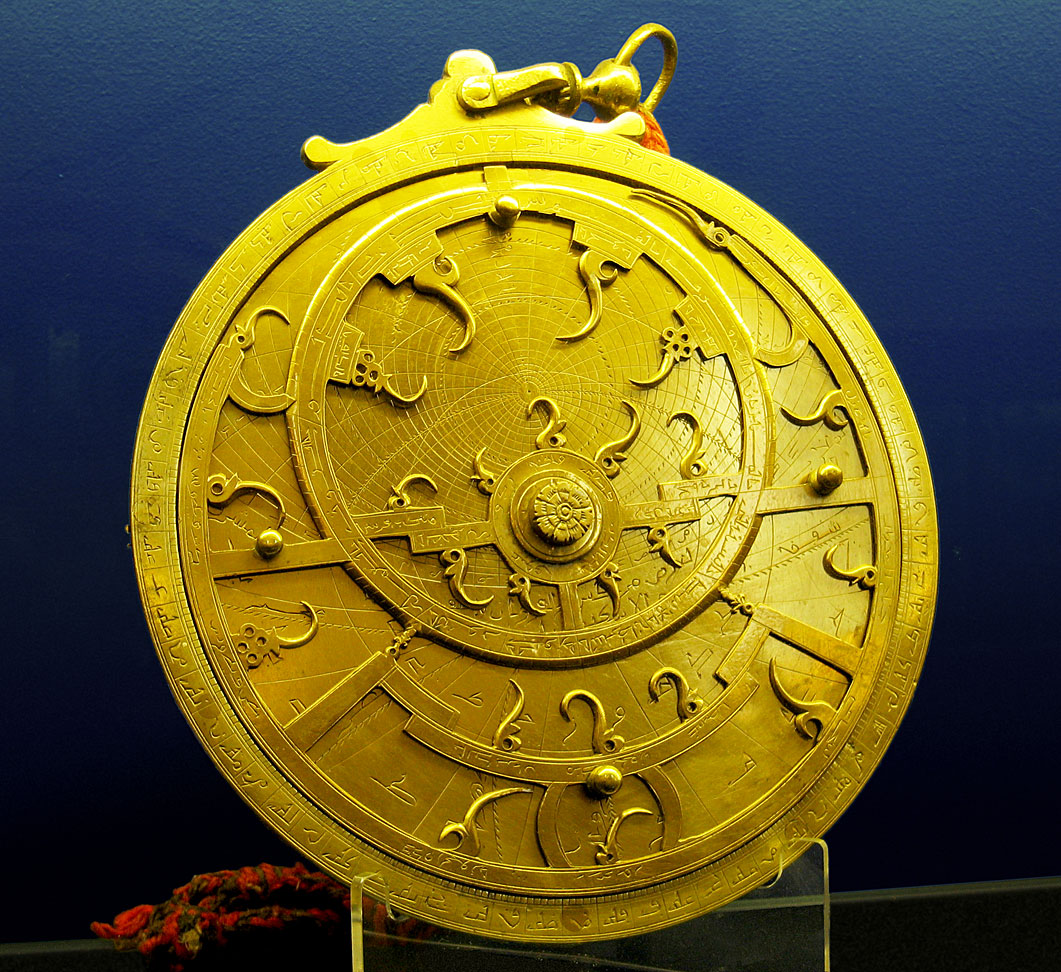
أسطرلاب فارسي يعود تاريخه إلى القرن الثامن عشر

### الفيزياء
في علم العصور الوسطى، كما هو الحال مع الإغريق، شملت الفيزياء دراسة "كل الأشياء التي تتغير"، أو، باستخدام مصطلحات أرسطو كل الأشياء في عالم التوالد والفساد. وفي العالم الإسلامي، اتبعت دراسة الطبيعة، أكثر من أي علم آخر، تعاليم أرسطو في خطوطها الأساسية. إن معظم المشكلات التي طرحها الفلاسفة والعلماء المسلمون في هذا المجال كانت تقع في إطار عقائد الصورة والمادة، والقوة والفعل، والأسباب الأربعة، والغائية. ومن الواضح أن أرسطو لم يتبعه كل التفاصيل، خاصة فيما يتعلق بمسألة الحركة. انتقد العديد من المؤلفين المسلمين، على غرار جون فيلوبونوس، بشدة أرسطو وقاموا بصياغة مفاهيم جديدة مختلفة، مثل مفهوم الزخم الذي لعب دورًا مهمًا في التغييرات التي ستحدث لاحقًا في بنية الفيزياء بأكملها في الغرب.
كان هناك أيضًا فلاسفة مناهضون لأرسطو، مثل الرازي، الذين اختلف نهجهم في دراسة الطبيعة بشكل كبير عن نهج الاستاجيري. ومع ذلك، نظرًا لأن هؤلاء النقاد يتبنون عادةً المنظور الهرمسي والكيميائي، فلا يمكننا تصنيف مذاهبهم على أنها فيزياء بالمعنى الذي يُفهم به المصطلح في العلوم المتجولة أو الحديثة. وكان هناك أيضًا أنصار الإشراق، الذين بنوا مثل أفلوطين فيزياءً مبنية على رمزية الضوء؛ ولا حتى هم، بالمعنى الدقيق للكلمة، لديهم الكثير من القواسم المشتركة مع الفيزيائيين، بل مع "الثيوصوفيين" والغنوصيين، الذين يتشاركون وجهات نظرهم بشكل عام.

## العلم في إيران المعاصرة
في حدود مارس عام 2013، اعتبرت مؤسسة العلوم الوطنية الأمريكية كمية إنتاج المقالات العلمية والهندسية المكتوبة والمنشورة من طرف العلماء الإيرانيين، الأولى عالميا من حيث النمو، حيث سجلت نموا يقدر ب 25.2%.
انظر إلى التعليم العالي في إيران.

### الميزانية
انظر إلى قائمة الدول حسب الإنفاق على البحث والتطوير

### القطاع الخاص
تتطلب خطة التنمية الخامسة (2010-2015) من القطاع الخاص توصيل الاحتياجات البحثية للجامعات بحيث تنسق الجامعات المشاريع البحثية بما يتماشى مع احتياج القطاع الخاص، مع تقاسم النفقات بين الجانبين.
بسبب ضعفها أو غيابها، لا تقدم صناعة الدعم مساهمة تذكر في أنشطة تطوير الابتكار أو التقنية. إن دعم تطوير الشركات الصغيرة والمتوسطة في إيران سيعزز بشكل كبير سلاسل التوريد الوطنية.
منذ 2014 كان لدى إيران 930 مجمعًا ومنطقة صناعية، منها 731 جاهزة للخصخصة. لدى الحكومة الإيرانية خطط لإنشاء 50-60 منطقة صناعية جديدة بحلول نهاية الخطة الخمسية الخامسة للتنمية الاجتماعية والاقتصادية (2015).
منذ عام 2016 كان لدى إيران ما يقرب من 3000 شركة قائمة على المعرفة.
حدد تقرير عام 2003 الصادر عن منظمة الأمم المتحدة للتنمية الصناعية بشأن المؤسسات الصغيرة والمتوسطة الحجم (SMEs)  العوائق التالية أمام التنمية الصناعية:
- عدم وجود مؤسسات رقابة
- نظام مصرفي غير فعال
- جهود البحث والتطوير غير كافيه
- نقص المهارات الإدارية
- الفساد
- ضرائب غير فعالة
- مخاوف اجتماعية وثقافية
- غياب حلقات التعلم الاجتماعي
- أوجه القصور في وعي السوق الدولية اللازمة للمنافسة العالمية
- إجراءات بيروقراطية مرهقة
- نقص العمالة الماهرة
- نقص حماية الملكية الفكرية
- عدم كفاية رأس المال الاجتماعي والمسؤولية الاجتماعية والقيم الاجتماعية والثقافية.

ارتفع تصنيف إيران في مؤشر التعقيد الاقتصادي بمقدار مركز واحد على مدار الخمسين عامًا الماضية من المرتبة 66 في عام 1964 إلى المرتبة 65 في عام 2014. وفقًا لمؤتمر الأمم المتحدة للتجارة والتنمية في عام 2016، تحتاج الشركات الخاصة في إيران إلى استراتيجيات تسويق أفضل مع التركيز على الابتكار.
على الرغم من هذه المشاكل، تقدمت إيران في مختلف المجالات العلمية والتقنية، بما في ذلك البتروكيماويات والأدوية والفضاء والدفاع والصناعات الثقيلة. حتى في مواجهة العقوبات الاقتصادية تبرز إيران كدولة صناعية.
بالتوازي مع البحث الأكاديمي، تأسست العديد من الشركات في إيران خلال العقود القليلة الماضية. على سبيل المثال، تأسست شركة CinnaGen في عام 1992، وهي واحدة من الشركات الرائدة في مجال التقنية الحيوية في الشرق الأوسط. حازت شركة CinnaGen على جوائز الابتكار في مجال التقنية الحيوية في آسيا لعام 2005 نظرًا لإنجازاتها وابتكاراتها في مجال أبحاث التقنية الحيوية. في عام 2006، أعلنت شركة Parsé Semiconductor أنها صممت وأنتجت معالجًا دقيقًا للكمبيوتر 32 بت داخل إيران لأول مرة. شركات البرمجيات الإيرانية تنمو بسرعة ففي معرض سيبت 2006، قدمت عشر شركات برمجيات إيرانية منتجاتها في المعرض.
في السنة المالية 2019، باعت حوالي 5000 شركة إيرانية قائمة على المعرفة ما قيمته 28 مليار دولار أمريكي من المنتجات أو الخدمات بما في ذلك المستحضرات الصيدلانية والمعدات الطبية والبوليمرات والمنتجات الكيماوية والآلات الصناعية. في جانب الصادرات فقد صدرت 250 شركة إيرانية منتجات بقيمة 400 مليون دولار إلى آسيا الوسطى وجميع جيران إيران المباشرين.

### علوم الطب
احرزت إيران على مراتب متقدمة في المجالات الطبية على صعيدي المنطقة والعالم وأن 32 بالمائة من الإنتاج العلمی فی إيران یتم فی نطاق العلوم الطبیة.
حقق الباحثون الایرانیون الإنجازات الطبیة في علاج الأمراض المختلفة باستخدام الخلایا الجذعیة حیث قدم عالمان ایرانیان طریقة جدیدة لإنتاج الأوعیة الدمویة من الخلایا الجذعیة حیث تستخدم لعلاج المصابین بأمراض الأوعیة المحیطیة والعمی إلی جانب إنتاج خلايا شبكية العين وغیر ذلك من الانجازات. وأنّ ایران تحتل المركز الثاني في امتلاك تقنية الخلايا الجذعية علی المستوی الإقليمي. وهناك امكانية معالجة 60 نوعا من الامراض منها الامراض الجينية والثلاسيما من خلال زرع الخلايا الجذعية.
علاج السرطان في إيران يسجل تقدما طبياحيث ذكر أطباء إيرانيون أن بلادهم تمثل مركزا متطورا في علاج السرطان، ويدعون زيادة الاستثمار في مجال التقنيات والمعدات الفنية
.
تطورت جراحة زرع الأعضاء في إيران، بحيث يتحدث المختصون الإيرانيون عن قفزة كبيرة حققها هذا النوع من الجراحة منذ أوائل الثمانينات. لقد أجريت أول عملية زرع كلى في منطقة الشرق الأوسط في عام 1967 في إيران. ولم تكن هذه العمليات شائعة حتى منتصف الثمانينيات من القرن العشرين. وإنّ إيران تحتل المرتبة الأولى بالمنطقة في مجال زراعة الرئة والخامسة عالميا في مجال زرع الكلى.
شَهِدَ طبُّ العيونِ ایضاً تَقَدُّماً كبيراً خلال السنواتِ الاخيرةِ في إيران حيث يوجَدُ عددٌ كبيرٌ من المستشفياتِ المتخصِّصةِ في هذا المجال.و لعلاج عصب العين في إيران مکانة رفیعة في العالم. حيث تتمتع المراكز العلاجية في إيران بالإمکانیات والتجهیزات المتطورة الحدیثة ويتم العلاج من قبل أطباء متخصصون وذوي خبرة عالية في مجالهم.
انظر أيضا الصحة في إيران
البوفسور مسلم بهادری، واحد من أهم الشخصيات في الطب الإيراني المعاصر.

### البيوتكنلوجيا
انظر أيضا الصيدلة في إيران.

### علم الحاسوب والآليات
انظر أيضا إلى الاتصالات في إيران.
وإلى توب 500.

### تقنية النانو
ایران بدأت نشاطاتها في علوم تقنیة النانو في عام 2000 حیث کانت تحتل آنذاک المرکز الـ59 بین دول العالم. لكن خلال السنوات الاخيرة تقدمت كثيرا في هذا المجال حتی أحرزت المركز العاشر على صعيد العالم خلال العام 2012 بكتابة ونشر 3 آلاف و681 مقالة 

و إرتقت في عام 2014 الی المرتبة السابعة عالميا والاولی إقليميا.
و هناک الاستخدامات الکثیرة للتقنية النانو في إيران في صناعة الصلب وانتاج وتصنیع الزجاج والمنسوجات والسیارات مثل الاصباغ وعجلات السیارات.

### الفضاء
في 17 أغسطس 2008، أجرت إيران ثاني تجربة إطلاق لصاروخ سفير ذي مرحلتين من موقع جنوب مدينة سمنان في الجزء الشمالي من صحراء دشت كافير . وقال رضا تقي زاده، رئيس منظمة الفضاء الإيرانية، للتلفزيون الحكومي: "أُطلق اليوم حامل الأقمار الصناعية سفير (السفير)، وللمرة الأولى، أطلقنا بنجاح قمرًا صناعيًا وهميًا إلى مداره".
في 2 فبراير 2009، أعلن التلفزيون الإيراني الرسمي أن أول قمر صناعي إيراني محلي الصنع، أميد ( بالفارسية : اميد ، وتعني "الأمل")، قد تم إطلاقه بنجاح إلى مدار أرضي منخفض بواسطة صاروخ سفير الإيراني ، وبالتالي أصبحت إيران الدولة التاسعة التي تضع قمرًا صناعيًا محلي الصنع في المدار .
إيران هي الدولة السادسة التي ترسل الحيوانات إلى الفضاء .في 3 فبراير 2010، أطلقت وكالة الفضاء الإيرانية صاروخ كافوشغار-3 (إكسبلورر-3) وعلى متنه قارض واحد وسلحفتان وعدة ديدان إلى الفضاء دون المداري وأعادتهم إلى الأرض أحياء. وتم تمكين الصاروخ من نقل البيانات الإلكترونية واللقطات الحية إلى الأرض. وأظهرت منظمة الفضاء الإيرانية (IAO) بث فيديو مباشر لمختبر بيئي صغير لتمكين إجراء المزيد من الدراسات على الكبسولة البيولوجية.  كانت هذه أول حمولة بيولوجية تطلقها إيران.

### الطاقة
انظر أيضا الطاقة في إيران، الصناعة النفطية في إيران، الصناعة في إيران، لائحة مراكز توليد الطاقة في إيران.

## مساهمات الإيرانيين أو علماء من أصل إيراني في العلم الحديث

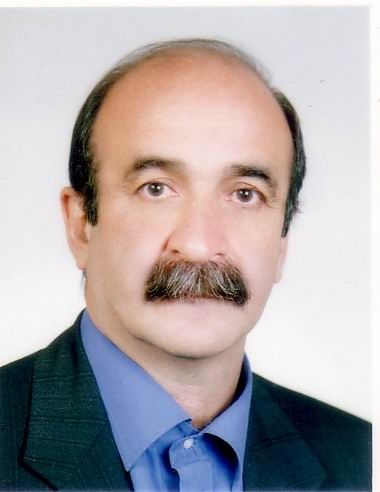
أحمد رضا دهبور، أكثر علماء إيران شهرة في عام 2006.

في عام 1973، طُورت نظرية المجموعات الضبابية من طرف لطفي زادة. اخترع طبيب القلب توفیق موسیوند أول قلب اصطناعي.
- بيير أميديار مؤسس موقع إيباي.
- شهريار أفشار اقترح تجربة افشار في مجال البصريات.
- معادلة مهران-باريزي-زانغ سميت هكذا نسبة إلى عالم الفيزياء الإيراني مهران کاردار.

## الترتيب الدولي
انظر أيضا الترتيب الدولي لإيران في العلم والتكنولوجيا
- حسب سكوبوس، احتلت إيران الرتبة السابعة عشر عالميا من حيث إنتاج العلم في عام 2012. أنتجت إيران 34.155 مقالا، متقدمة بذلك على كل من سويسرا وتركيا[32]
- في الفترة الممتدة بين عامي 1996 و2008، زادت إيران من إنتاجها العلمي ثمانية عشر ضعفا.[33][34][35][36][37][38][39][40][41][42]

وتراجعت للمركز 64 في مؤشر عام 2024.

### منظمات مهمة
- وكالة الفضاء الإيرانية